# ピコリーノの冒険
『ピコリーノの冒険』（ピコリーノのぼうけん）は、1976年4月27日から1977年5月31日までNET系列 → テレビ朝日系列で放送されていたテレビアニメである。正式名称は『ピノキオより ピコリーノの冒険』。全52話。放送時間は毎週火曜 19:30 - 20:00 （日本標準時）。
朝日放送と日本アニメーションとアポロフイルムが共同製作した作品。監督は、『あらいぐまラスカル』の遠藤政治と『トムソーヤーの冒険』『牧場の少女カトリ』の斉藤博が務めた。ピノキオを題材としたアニメとしては1972年に タツノコプロが製作した『樫の木モック』があるが、本作は動物キャラを多数配置することで差別化を図っている。

## あらすじ
とある所に、ゼペットという一人の老人が住んでいた。ある日かしの木から一体の人形を作った。ところがその人形がなんと生命を持った。それに驚いたゼペットは、その生命を持った木人形にピコリーノという名前をつけた。ゼペットはピコリーノに衣服や食物を与え学校に通わせることにする。ピコリーノはアヒルのジーナと学校に向かう途中、ボロ狐とどら猫の二人組に騙されて芝居小屋に売られてしまう。やんちゃだが根はやさしいピコリーノは仙女に助けられ、これからは善い行いをするように努力することを約束をする。そして幾分か経ってピコリーノはジーナとゼペットの家に戻るため旅に出る。いろいろな人との出会い、楽しいことや悲しいことなどを経験しながら旅を続け、何度かの擦れ違いを経て、クジラのお腹の中でゼペットと再会をする。家に帰ったピコリーノは、ある朝自分が人間の子供になっていることに気付き、皆の前で歓喜するのだった。

## 登場人物
ピコリーノ
声 - 野沢雅子
本作の主人公。ゼペットの作った生きている木人形。やんちゃな性格。ボロ狐らに騙されて芝居小屋に売られて以来、ゼペットの家に戻るため、ジーナとさまざまな場所を旅している。
ジーナ
声 - 杉山佳寿子
ピコリーノと親しいアヒル。
ゼペット
声 - 千葉順二
ピコリーノの作り主。
ロッコ
声 - 肝付兼太
ゼペットの家で暮らすキツツキ。
ジュリエッタ
声 - 麻生美代子
ゼペットの家で暮らすネコ。
ボロ狐 / ディノ
声 - はせさん治
どら猫とともに言葉巧みにピコリーノを誘う。
どら猫 / ウィッチ
声 - 永井一郎
ボロ狐とともに言葉巧みにピコリーノを誘う。
仙女
声 - 小山まみ
瑠璃色の髪の少女。ピコリーノが嘘をつき努力を怠るたびに魔法を使って罰を与える。
タカ
声 - 飯塚昭三
仙女の配下。
ムク犬
声 - 和田啓
仙女の配下。
ナレーター
声 - 麻生美代子

## スタッフ
- 原作：カルロ・コルローディ
- 製作：本橋浩一
- 監督：遠藤政治、斉藤博
- シリーズ構成：丸山正雄
- 音楽：中村泰士
- 脚本：山崎厳、金子裕
- キャラクターデザイン・作画監督：桜井美知代（現在では櫻井美知代と表記）
- 美術監督：井岡雅宏
- 美術補：山口俊和
- 撮影監督：黒木敬七
- 音響監督：浦上靖夫
- 整音：中戸川次男
- 効果：柏原満
- 作画：朝戸澄子、神宮さとし、尾崎正善、トランス・アーツ、泉口薫 ほか
- 背景：サンアート、木下和宏 ほか
- 彩色：スタジオキリー、岩切親紀
- 仕上検査：宇野薫
- 撮影：トランス・アーツ、熊瀬哲郎、岡崎幸男
- 編集：岡安肇
- 現像：東京現像所
- 音響制作：オーディオ・プランニング・ユー
- 録音スタジオ：新坂スタジオ
- 制作デスク：遠藤重夫
- 制作進行：内山秀二 ほか
- アシスタントディレクター：腰繁男
- プロデューサー：大場伊紘（日本アニメーション）、渡辺忠美
- 企画・製作：日本アニメ企画、日本アニメーション株式会社
- 制作：朝日放送、日本アニメーション株式会社、アポロフイルム

## 主題歌・挿入歌
オープニングテーマとエンディングテーマは同名のシングルレコード「ピコリーノの冒険」（1976年6月発売、SCS-297）に、挿入歌はLPレコード「テレビまんがアイドルデラックス 7」（1976年8月発売、CW-7078）に収録されている。後者には『母をたずねて三千里』の主題歌・挿入歌も併録され、合計13曲のうち10曲を大杉久美子が歌った。
また、本作の主題歌・挿入歌全7曲はLPレコード「ピコリーノの冒険 うたとおはなし」（1976年10月発売、CW-7103）に再録され、同時に「ごめんねおじいさん」と「どら猫とぼろ狐」それぞれのシングルカット盤（SCS-318）もリリースされた。
以上のレコードは、いずれも日本コロムビアから発売された。

### 主題歌
オープニングテーマ「ぼくはピコリーノ」
作詞 - 片桐和子 / 作曲 - 中村泰士 / 編曲 - 京建輔 / 歌 - 大杉久美子、ヤング・フレッシュ
オープニングの映像は2バージョンあり、前期で家が映されていた場面が後期にはピコリーノがカメやロバに乗っている場面にされたり、森や鳩も途中で変更されたりした。また、後期にはジーナもオープニングに登場した。
エンディングテーマ「オリーブの木陰」
作詞 - 片桐和子 / 作曲 - 中村泰士 / 編曲 - 京建輔 / 歌 - 大杉久美子、ヤング・フレッシュ / セリフ - 野沢雅子

### 挿入歌
「踊ろうよピコリーノ」
作詞 - 保富康午 / 作曲 - 中村泰士 / 編曲 - 京建輔 / 歌 - ヤング・フレッシュ
「かわいいジーナ」
作詞 - 保富康午 / 作曲 - 中村泰士 / 編曲 - 京建輔 / 歌 - 堀江美都子
堀江によるセリフも収録されている。
「ごめんねおじいさん」
作詞 - 保富康午 / 作曲 - 中村泰士 / 編曲 - 京建輔 / 歌 - 大杉久美子
「たのしく行こうよ」
作詞 - 保富康午 / 作曲 - 中村泰士 / 編曲 - 京建輔 / 歌 - 大杉久美子、ヤング・フレッシュ
「どら猫とぼろ狐」
作詞 - 保富康午 / 作曲 - 中村泰士 / 編曲 - 京建輔 / 歌 - 永井一郎、はせさん治

## 各話リスト
| 話 | 放送日         | サブタイトル                 | 脚本     | 絵コンテ   |
| -- | -------------- | ---------------------------- | -------- | ---------- |
| 1  | 1976年 4月27日 | ピコリーノの誕生             | 金子裕   | ふじひろし |
| 2  | 5月4日         | 町は大騒ぎ                   | 金子裕   | ふじひろし |
| 3  | 5月11日        | 人形芝居小屋へ行こう         | 金子裕   | 波多正美   |
| 4  | 5月18日        | ぼくは大スター               | 丸山正雄 | ふじひろし |
| 5  | 5月25日        | おどろおどろの赤エビ屋       | 丸山正雄 | 池野文雄   |
| 6  | 6月1日         | ルリ色髪の少女               | 丸山正雄 | 池野文雄   |
| 7  | 6月8日         | ぼくいい子になるんだ         | 丸山正雄 | 藤ひろし   |
| 8  | 6月15日        | ふしぎの野原                 | 丸山正雄 | 奥田誠治   |
| 9  | 6月22日        | 仙女の白い小さな家           | 丸山正雄 | 池野文雄   |
| 10 | 6月29日        | ぼく勉強するんだ！           | 丸山正雄 | 藤ひろし   |
| 11 | 7月6日         | いんちき裁判                 | 丸山正雄 | 池野文雄   |
| 12 | 7月27日        | まぬけおとしの町ってなあに   | 山崎修二 | 藤ひろし   |
| 13 | 8月3日         | 夜遊びは楽しいな             | 金子裕   | 奥田誠治   |
| 14 | 8月10日        | ピコリーノ番犬になる（前編） | 丸山正雄 | 池野文雄   |
| 15 | 8月17日        | ピコリーノ番犬になる（後編） | 丸山正雄 | 奥田誠治   |
| 16 | 8月24日        | 笑う大蛇                     | 山崎厳   | 岡崎幸男   |
| 17 | 8月31日        | 仙女さまがいなくなった       | 山崎厳   | 近藤英輔   |
| 18 | 9月7日         | 空の旅                       | 山崎厳   | 池野文雄   |
| 19 | 9月14日        | 空から落ちたジーナ           | 山崎厳   | 奥田誠治   |
| 20 | 9月28日        | ゼペット爺さんがいた！       | 丸山正雄 | 池野文雄   |
| 21 | 10月5日        | イルカの海の町へ             | 丸山正雄 | 池野文雄   |
| 22 | 10月12日       | イルカのお友達               | 山崎厳   | 池野文雄   |
| 23 | 10月19日       | のら犬のアリドーロ           | 山崎厳   | 奥田誠治   |
| 24 | 10月26日       | ぼく働くんだ！               | 丸山正雄 | 池野文雄   |
| 25 | 11月2日        | 泥棒退治                     | 丸山正雄 | 奥田誠治   |
| 26 | 11月9日        | 海亀さんとの約束             | 丸山正雄 | 藤ひろし   |
| 27 | 11月16日       | 靴屋のジャンゴ爺さん         | 山崎厳   | 池野文雄   |
| 28 | 11月23日       | ピコリーノのマラソン大会     | 山崎厳   | 奥田誠治   |
| 29 | 11月30日       | ロバのドンキー               | 丸山正雄 | 池野文雄   |
| 30 | 12月7日        | 宿屋のドロボー騒ぎ           | 丸山正雄 | おかきよみ |
| 31 | 12月14日       | ロッコとの再会               | 山崎厳   | 池野文雄   |
| 32 | 12月21日       | 不思議なカタツムリ           | 山崎厳   | 奥田誠治   |
| 33 | 12月28日       | 風船旅行                     | 山崎厳   | おかきよみ |
| 34 | 1977年 1月4日  | ピコリーノがカカシになった   | 山崎厳   | 奥田誠治   |
| 35 | 1月11日        | 盗まれた金時計               | 山崎厳   | 池野文雄   |
| 36 | 1月18日        | ぼくの宝物                   | 山崎厳   | 池野文雄   |
| 37 | 1月25日        | ロメオという少年             | 山崎厳   | 奥田誠治   |
| 38 | 2月1日         | おもちゃの国へ行く馬車       | 山崎厳   | 池野文雄   |
| 39 | 2月8日         | 素晴しいおもちゃの国         | 山崎厳   | 奥田誠治   |
| 40 | 2月15日        | ロバになったピコリーノ       | 山崎厳   | 池野文雄   |
| 41 | 2月22日        | サーカス一座の仲間達         | 山崎厳   | 池野文雄   |
| 42 | 3月1日         | ジーナの宝物                 | 山崎厳   | 奥田誠治   |
| 43 | 3月8日         | ロバの曲芸                   | 山崎厳   | 池野文雄   |
| 44 | 3月15日        | ロゼッタおばあさん           | 山崎厳   | 池野文雄   |
| 45 | 3月29日        | おばあさんの息子             | 山崎厳   | 奥田誠治   |
| 46 | 4月12日        | ゴリラのおうち               | 山崎厳   | 池野文雄   |
| 47 | 4月19日        | 秘密のほら穴                 | 山崎厳   | 池野文雄   |
| 48 | 4月26日        | リスの親子                   | 山崎厳   | 奥田誠治   |
| 49 | 5月3日         | おじいさんにあいたい         | 山崎厳   | 池野文雄   |
| 50 | 5月17日        | クジラのおなか               | 山崎厳   | 池野文雄   |
| 51 | 5月24日        | おうちに帰ろうよ             | 山崎厳   | 腰繁男     |
| 52 | 5月31日        | いつまでも いつまでも        | 山崎厳   | 池野文雄   |

## 放送局
- 朝日放送・NET系列→テレビ朝日系列（一部を除く）：火曜 19:30 - 20:00（同時ネット）
  - 朝日放送
  - NET系列→テレビ朝日
  - 北海道テレビ[5]
  - 東日本放送：火曜 19:30 - 20:00[6]
  - 名古屋テレビ[7]
  - 瀬戸内海放送（当時は香川県のみの県域局）[8]
  - 広島ホームテレビ[8]
  - 九州朝日放送[9]
- 青森テレビ：木曜 17:20 - 17:50[10]
- 岩手放送：火曜 17:30 - 18:00[11]
- 山形テレビ：木曜 17:30 - 18:00[12]
- 福島テレビ（1978年に放送）：月曜 - 金曜 17:00 - 17:30[13]
- 新潟総合テレビ：水曜 17:20 - 17:48[14]
- 信越放送：水曜 17:00 - 17:30[14]
- テレビ山梨：土曜 17:20 - 17:50[15]
- 富山テレビ：木曜 16:45 - 17:15[16]→木曜 16:50 - 17:20（1978年4月13日最終回時点[17]）
- 石川テレビ：水曜 18:00 - 18:30[18]
- 福井テレビ：金曜 19:00 - 19:30[19]
- テレビ静岡：土曜 12:00 - 12:30[20]
- 山陰放送：木曜 18:00 - 18:30[21]
- 岡山放送：火曜 18:00 - 18:30（当時は岡山県のみの県域局）[22]
- 南海放送：金曜 17:25 - 17:55[23]
- 高知放送：木曜 18:00 - 18:30[24]
- 長崎放送：水曜 17:20 - 17:50[9]
- テレビ熊本：水曜 17:30 - 18:00[9]
- 大分放送：水曜 17:20 - 17:50[23]
- 鹿児島テレビ：水曜 17:30 - 18:00[25]

## 劇場版
1976年12月19日公開の『東映まんがまつり』で、本作のブローアップ版が公開された。ただし地方のみでの公開で、第何話を公開したのかのは不明。
同時上映作は『西遊記』（東映長編アニメ版、再々映）、『UFOロボ グレンダイザー 赤い夕陽の対決』、『一休さん おねしょお姫さま』、『秘密戦隊ゴレンジャー 火の山最後の大噴火』、『忍者キャプター』の計5本。

## 商品展開
タカラより、磁石を用いて分離合体するフィギュアが発売された。同社の「マグネモ8シリーズ」と同じ機構を使用した玩具だが、「マグネモ」の商号は付されていない。また、同社による本作の玩具は、「女児向けキャラクター」との位置づけで商品展開された。ピコリーノは服の色違いが数種発売。
- 冒険好きの ピコリーノ
- 知りたがりやのキツツキ ロッコ
- かわいいアヒルの ジーナ
- めんどくさがりやのおばさん猫 ジュリエッタ
- いじわるなボロ狐 ディーノ
- ドジのドラ猫 ウィッチ